# Because I Can
Because I Can es el álbum debut de la cantautora Katy Rose. El primer sencillo fue "Overdrive", el cual aparece en la banda sonora de la película Mean Girls protagonizada por Lindsay Lohan.

## Lista de canciones
1. "Overdrive" (2:53)
2. "I Like" (3:30)
3. "Watching The Rain" (2:36)
4. "Enchanted" (3:36)
5. "Catch My Fall" (3:21)
6. "Snowflakes" (3:56)
7. "Glow" (3:24)
8. "Teachin’ Myself To Dream" (3:10)
9. "Vacation" (2:21)
10. "Original Skin" (4:17)
11. "Lemon" (4:42)
12. "Because I Can" (3:16)

Canciones no lanzadas
1. Keeping It Together (3:23)
2. Lullabye (5:03)
3. License To Thrill (2:59)

- Datos: Q3295256